# Săliște
Săliște (in ungherese Szelistye, in tedesco Großendorf) è una città della Romania di 5 834 abitanti, ubicata nel distretto di Sibiu, nella regione storica della Transilvania. 
Fanno parte dell'area amministrativa anche le località di Aciliu, Amnaș, Crinţ, Fântânele, Galeș, Mag, Săcel, Sibiel e Vale.
Săliște ha ottenuto lo status di città nel 2004.
Săliște ha dato i natali a:
- Ioan Lupaș (1850-1967), storico
- Onisifor Ghibu (1883-1972), insegnante, riformatore dell'insegnamento romeno in Transilvania
- Dumitru D. Roșca (1895-1980), filosofo

## Amministrazione

### Gemellaggi
- Francia, Saint-Genis-Laval

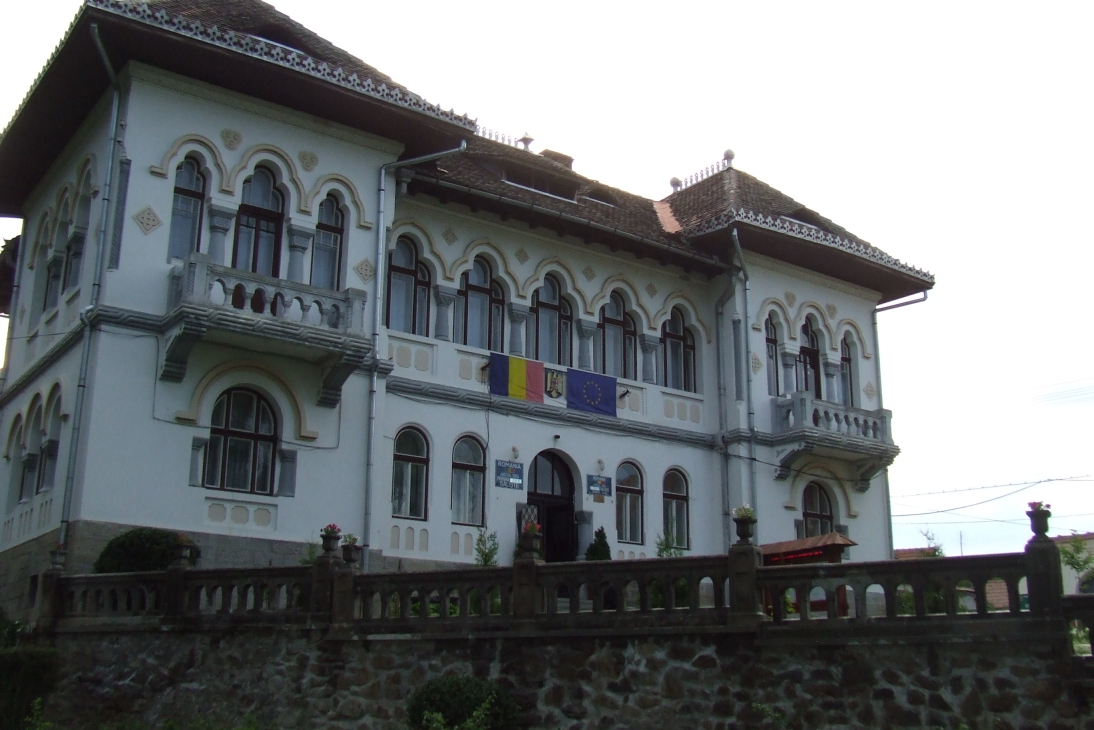
Il municipio
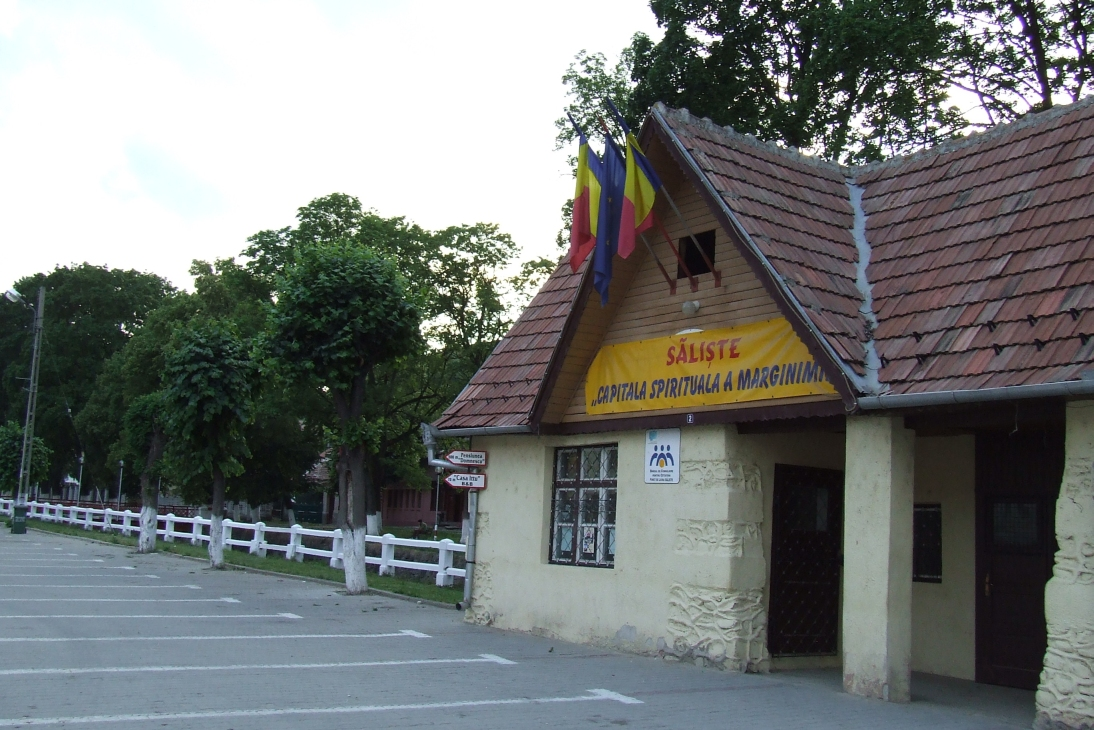
Ufficio di accoglienza turistica
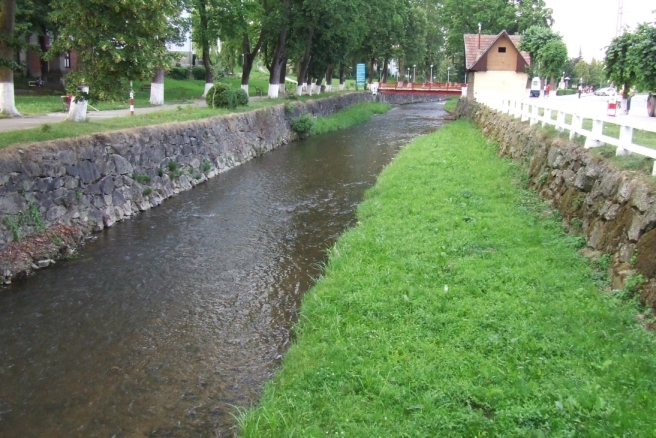
Il Fiume Nero